# 本尊岩隧道
本尊岩隧道（ほんぞんいわずいどう、本尊岩トンネル）は、新潟県東蒲原郡阿賀町にある国道49号（重複：国道459号）のトンネルである。2013年（平成25年）以降は通行止めとなっている。

## 概要
阿賀町大牧地内を通る延長40 m、車道幅員5.5 m、限界高3.9 m、車道は2車線を有するトンネルで、自転車歩行者道は併設されていない。
現在の本尊岩トンネルは1964年（昭和39年）に竣工したもので、以後数度にわたる改修や改築を経ている。
本尊岩周辺は、阿賀野川右岸側を磐越西線と並行し、北側の急峻な断崖に沿いながら東西に走行する区間で、トンネル前後には会津若松側に足駄橋が架橋され、新潟側にはロックシェッドが設置されている。また開通後も改築を繰り返したため、会津若松側と新潟側でトンネルの幅員などが異なる。
本尊岩周辺を含む、阿賀町大牧から黒岩にかけての区間は落石の危険性が高く、連続雨量150 mmで通行止めとなる事前通行規制区間に指定されている。この区間は1964年（昭和39年）の新潟地震の際に崩落を起こすなど、土砂災害の発生が頻発しており、国土交通省新潟国道事務所では1978年度（昭和53年度）から「揚川改良」の事業名称で、本尊岩周辺の災害対策を進めてきたものの土砂災害の発生は絶えず、1995年（平成7年）の新潟県北部地震で大規模な落盤が発生したことなどから、抜本的な改善策として阿賀野川左岸側の山間部を経由するバイパス道路（揚川バイパス）が建設され、2013年（平成25年）3月30日に全線開通した。これに伴い、本尊岩トンネルを含む阿賀町大牧から黒岩（揚川トンネル出口）にかけての区間は、通行止めとなった。

## 国道49号（旧道）のトンネル
（←いわき方面）津川トンネル（新潟県東蒲原郡阿賀町） - 本尊岩隧道（新潟県東蒲原郡阿賀町）  - 揚川隧道（新潟県東蒲原郡阿賀町）（新潟方面→）